# Neptune's Children
Neptune's Children è una serie televisiva per ragazzi del 1985.
La serie nasce come espansione del mediometraggio The Sea Children del 1973.